# Lech Grześkiewicz

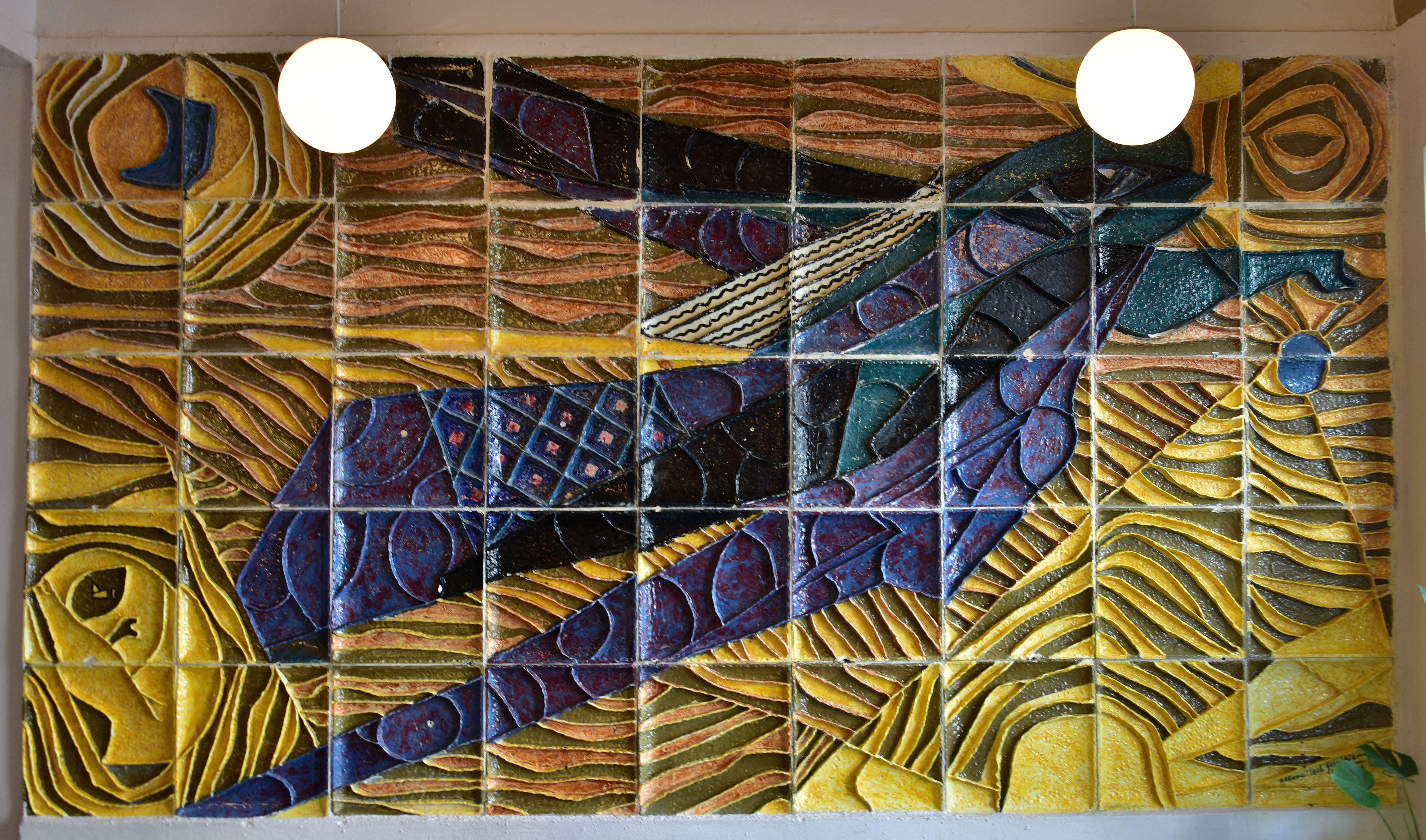
Helena i Lech Grześkiewicz, mozaika ul. Marszałkowska 55–49 w Warszawie

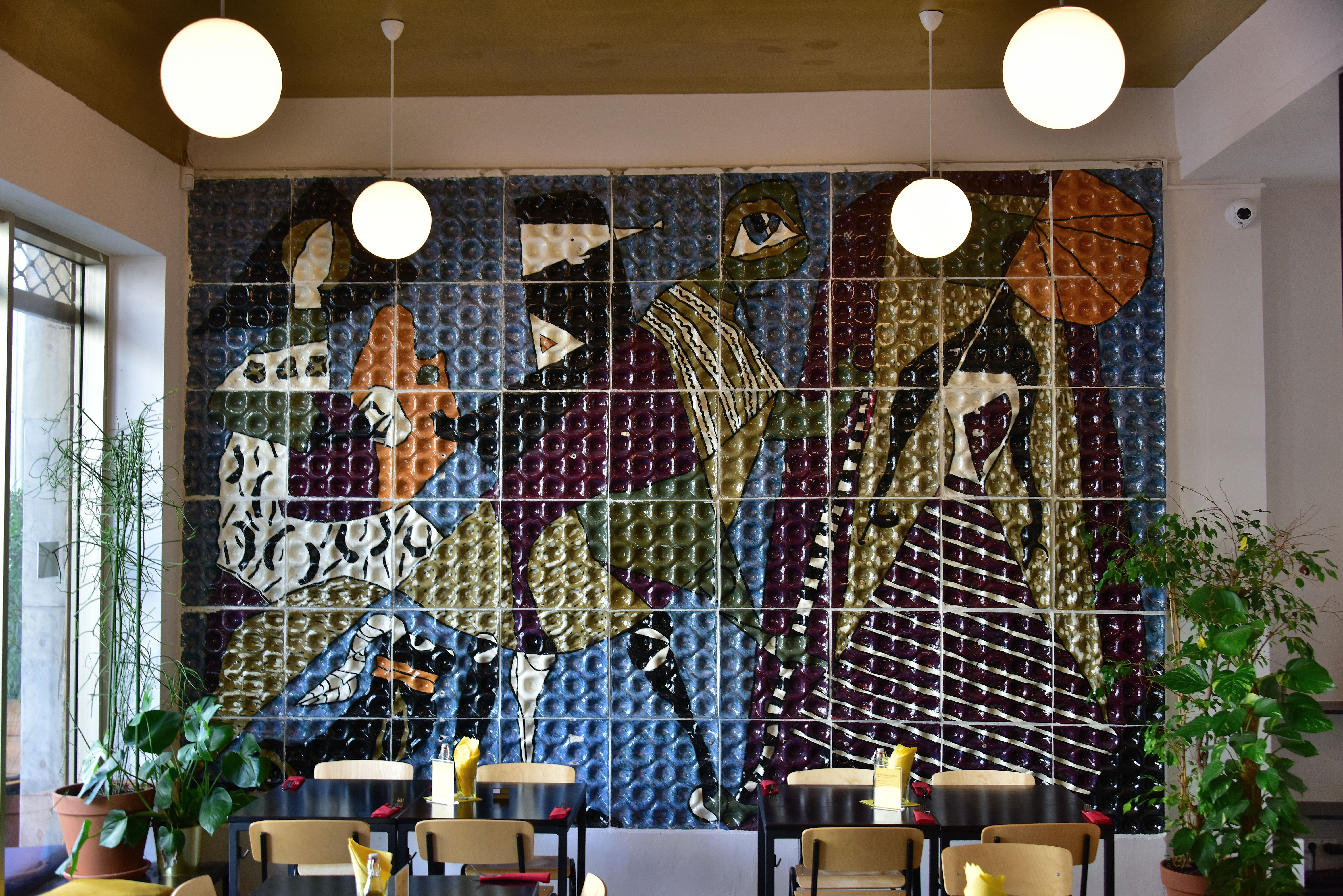
Helena i Lech Grześkiewicz, mozaika ul. Marszałkowska 55–49 w Warszawie

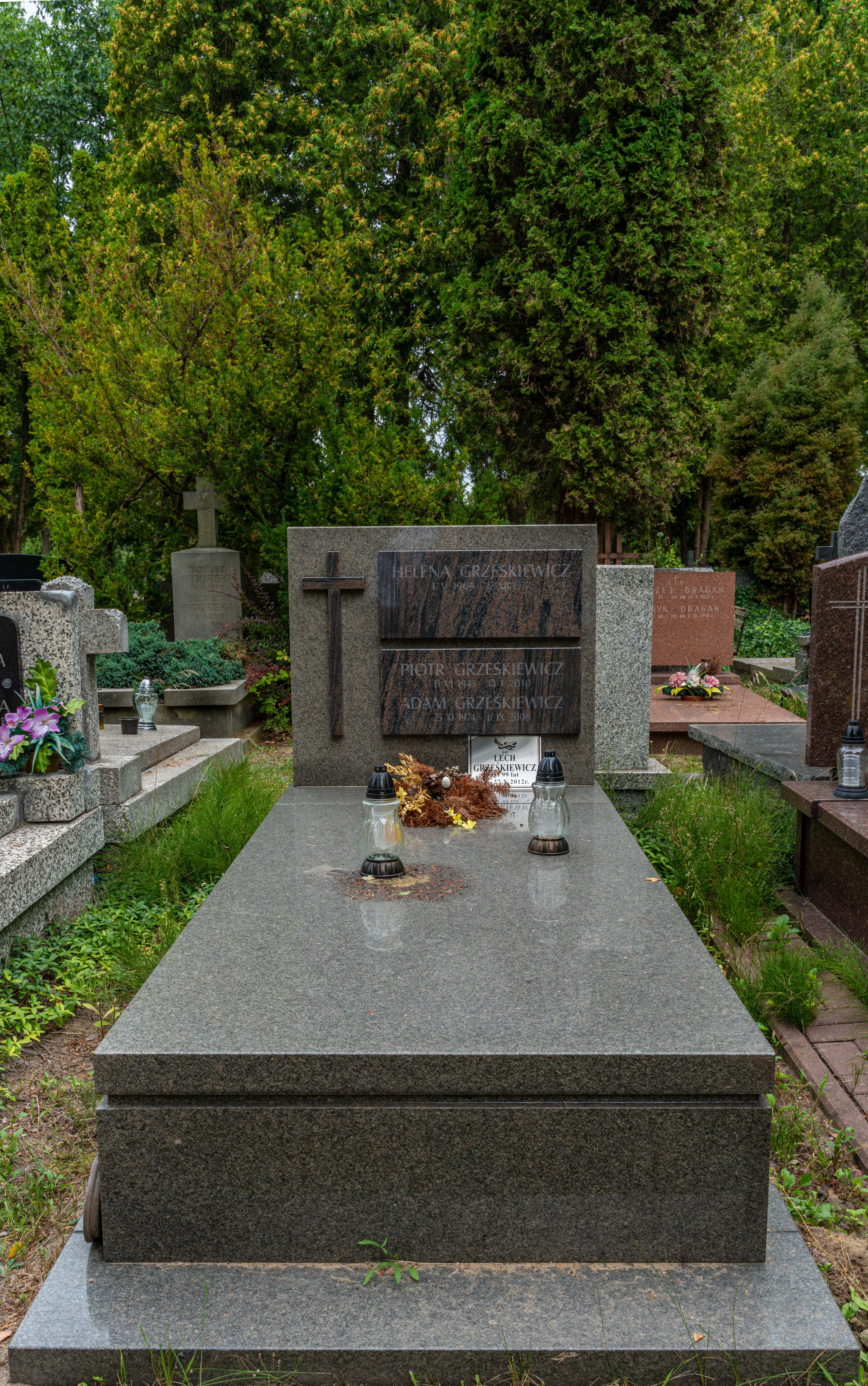
Grób Heleny, Lecha i Piotra Grześkiewiczów na cmentarzu Komunalnym Północnym w Warszawie

Lech Grześkiewicz (ur. 28 września 1913 w Poznaniu, zm. 27 października 2012 w Warszawie) – polski artysta plastyk, zajmujący się ceramiką artystyczną oraz malarstwem ściennym (freski).

## Życiorys
Okres dzieciństwa spędził w Kopenhadze, gdzie jego ojciec prowadził fabrykę mebli skórzanych. Studia artystyczne rozpoczął w Państwowej Szkole Sztuk Zdobniczych w Poznaniu (dyplom w 1933) i kontynuował je w latach 1938–1947 na Królewskiej Akademii Sztuk Pięknych w Rzymie, otrzymując dyplom z malarstwa ściennego. Prace wykonywał w wielu technikach: fresk, sgraffito, a także płaskorzeźba i rzeźba ceramiczna, witraże, mozaiki ceramiczne i szklane. Specjalizował się w malarstwie ściennym.
W okresie powojennym razem z żoną Heleną (poślubioną 8 października 1944) brał udział w projektowaniu i wykonywaniu polichromii podczas odbudowy Starego Miasta w Warszawie, Poznaniu i Lublinie (w tym ostatnim byli oni głównymi projektantami). Pod koniec lat 50. współpracował z Fabryką Fajansu we Włocławku.
Razem z żoną Heleną i synem Piotrem zaprojektował i wykonał wiele monumentalnych dzieł ceramicznych, fresków, sgraffito i witraży, które znajdują się w wielu kościołach na terenie całej Polski.
Otrzymał trzykrotnie II nagrodę na Ogólnopolskich Wystawach Architektury Wnętrz. Kilkakrotnie nagradzany w konkursach krajowych i zagranicznych. Otrzymał srebrny medal na V Światowym Festiwalu Młodzieży i Studentów w Warszawie (1955) oraz Nagrodę Państwową II stopnia.  
Lech Grześkiewicz wraz z żoną Heleną, a później także synem Piotrem, stworzyli w Łomiankach unikatowy warsztat ceramiki artystycznej. W 2010 dwie córki Piotra – Dorota i Malwina odziedziczyły pracownię i postanowiły kontynuować ceramiczną działalność, tworząc swoją markę Grześkiewicz Design Studio.
Zmarł w Warszawie, pochowany w grobie rodzinnym na cmentarzu Komunalnym Północnym (kwatera W-XIII-4-10-13).

## Wybrane realizacje
- freski i mozaiki szklane w kościele św. Jakuba
- ceramiki ścienne w kościele w Chodeczu k. Włocławka
- plafon ceramiczny w kaplicy w kościele św. Anny w Warszawie
- płaskorzeźby w kamienicy przy ul. Marszałkowskiej w Warszawie
- nawis nad sceną w Sali Kongresowej w PKiN w technice sgraffito
- freski i sgraffita na elewacjach kamienic na Starym Mieście w Warszawie i Poznaniu
- ceramiczne płaskorzeźby i witraże w kościele w Wykrocie k. Myszyńca
- freski w kościele św. Jana we Włocławku
- mozaika ceramiczna i witraże w kościele w Lubaniu k. Włocławka
- malowidła ścienne w kościele Niepokalanego Poczęcia Najświętszej Maryi Panny w Warszawie przy pl. Narutowicza

## Ordery i odznaczenia
- Krzyż Kawalerski Orderu Odrodzenia Polski[6]
- Srebrny Krzyż Zasługi (1 marca 1946)[7]
- Medal 10-lecia Polski Ludowej (19 stycznia 1955)[8]
- Złoty Medal „Zasłużony Kulturze Gloria Artis” (27 stycznia 2010)[9][10]
- Medal „Milito Pro Christo” (15 lutego 2010)[11]